# Blackburn (stacja kolejowa)
Blackburn – stacja kolejowa w Blackburn, w hrabstwie Lancashire, w Anglii (Wielka Brytania). Stacja położona jest 19 km na wschód od Preston. Jest obsługiwana głównie przez Northern Rail. Na stacja znajdują się 2 perony wyspowe. Budynek dworca stanowi zabytek grupy II.
Stacją obsługują dwie linie. Jedna w korytarzu północ-południe z Clitheroe przez Blackburn, Bolton do Manchester Victoria (Ribble Valley Line. Druga w korytarzu wschód-zachód obsługuje pociągi z Blackpool i Preston na zachodzie do Burnley, Leeds i York na wschodzie (East Lancashire Rail). Linia kolejowa z Preston była pierwszą linią kolejową obsługującą miasto i została otwarta w 1846. Pierwszy budynek stacyjny otwarto 1 czerwca 1846 roku, obecny - pochodzący z 1888 - odnowiony w 1996.
Stacja jest dogodnie związana z transportem publicznym w Blackburn. Częściowo zadaszone stanowiska dworca autobusowego znajdują się przed budynkiem stacji.

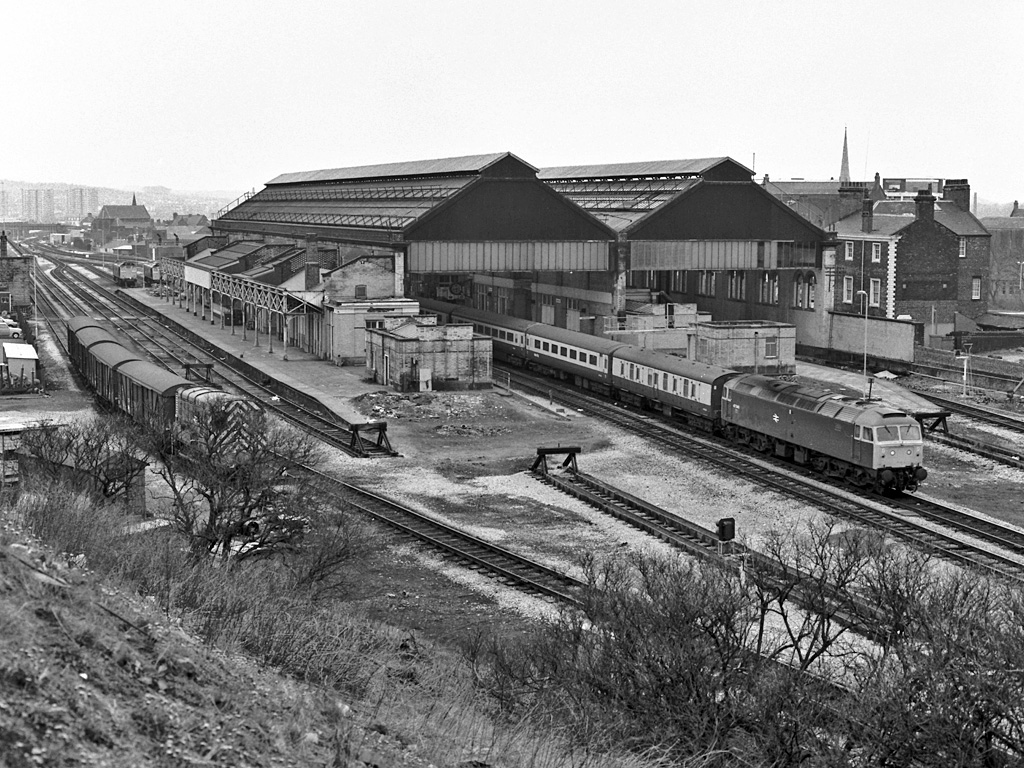
Widok przed przebudową
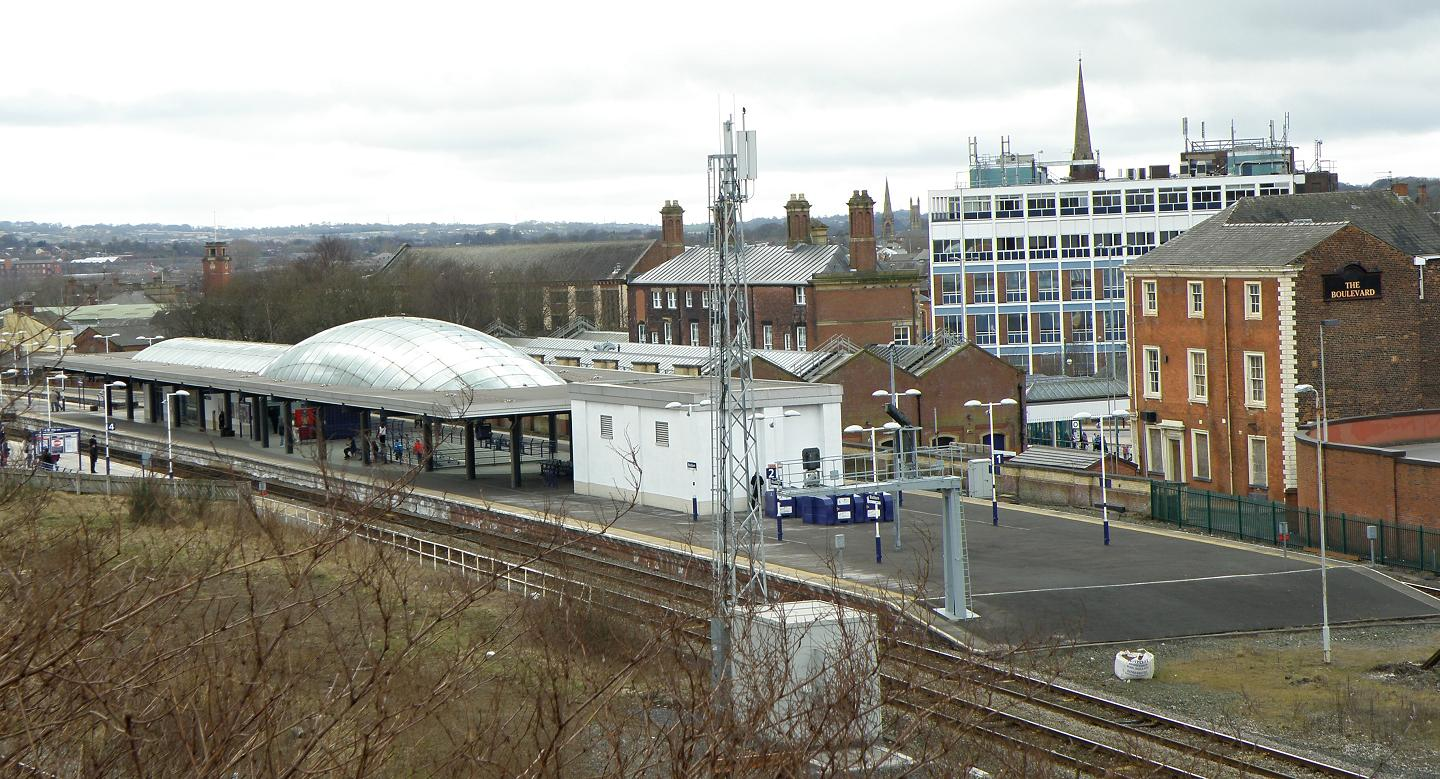
Stan obecny
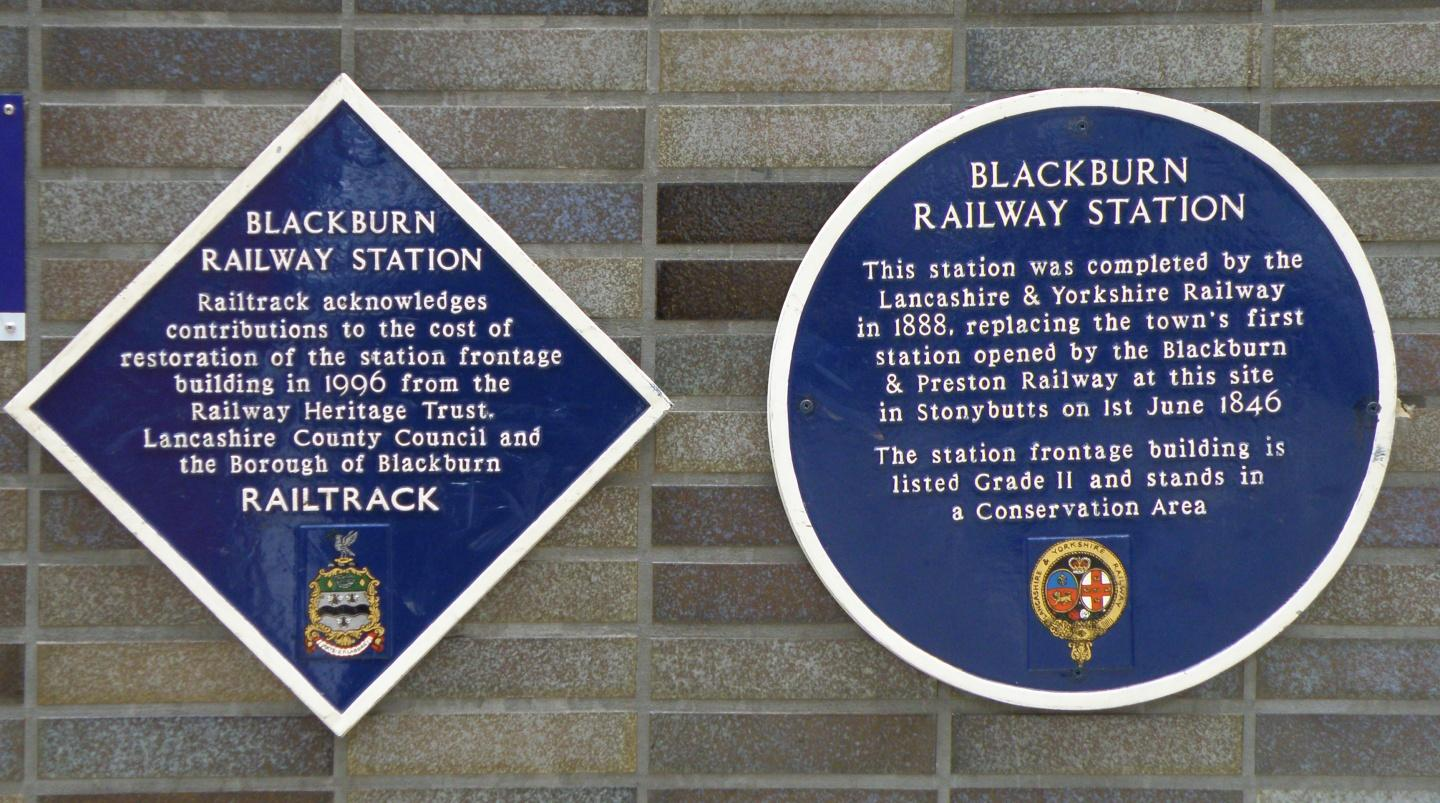
Tablice opisujące zabytek
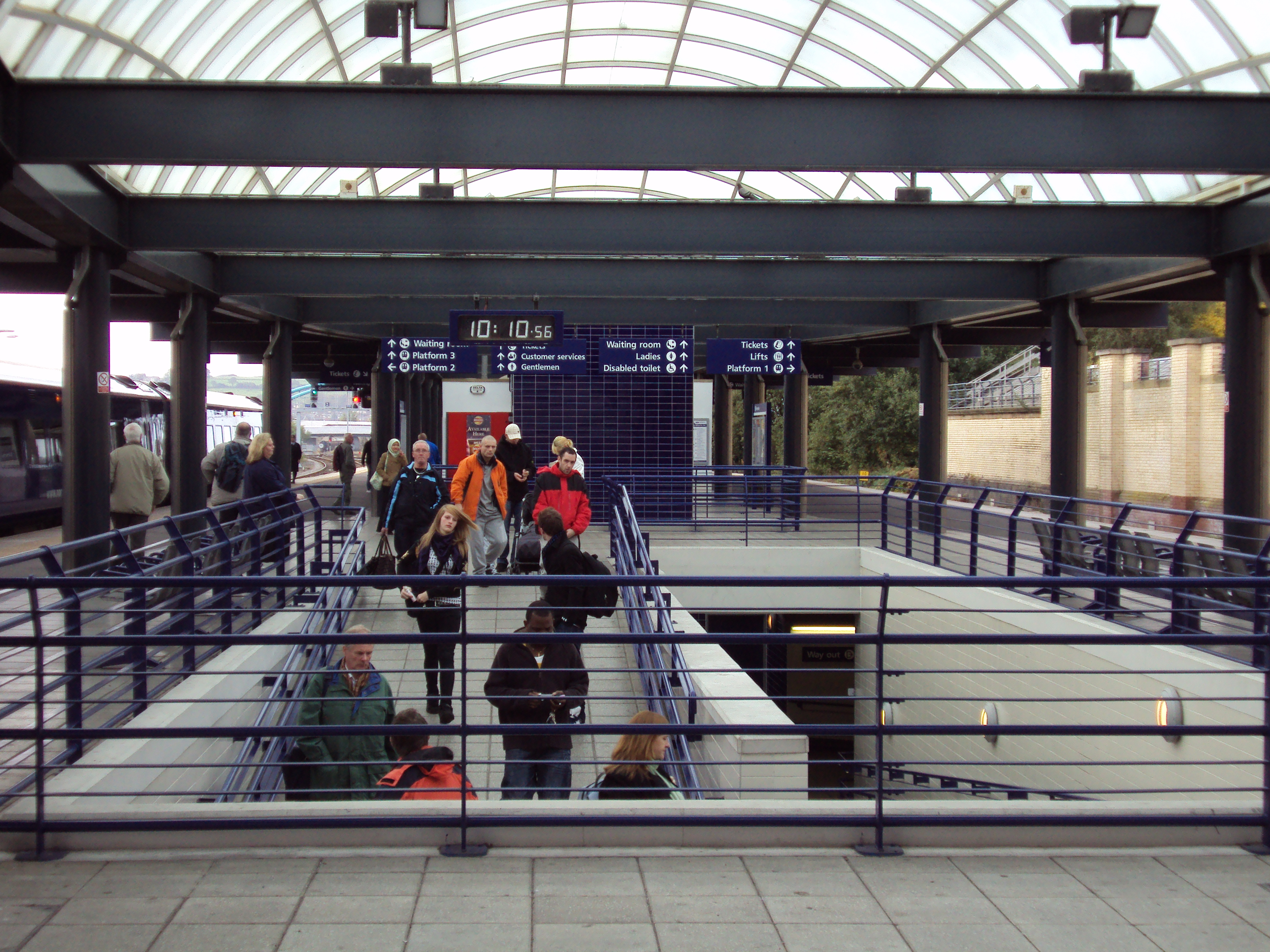
Zejście do podziemnego przejścia jest przystosowane dla osób niepełnosprawnych
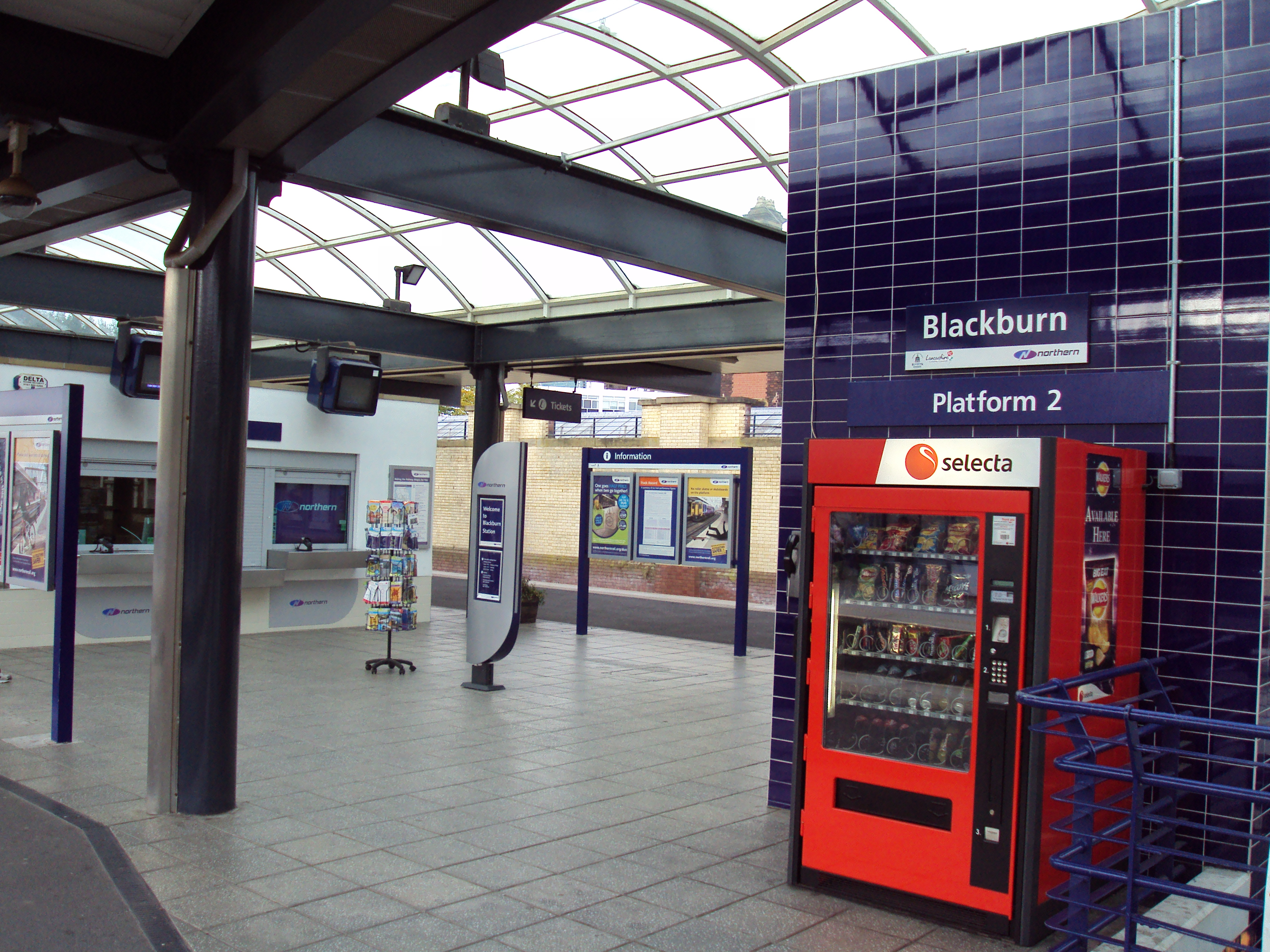
Kasy biletowe na peronie
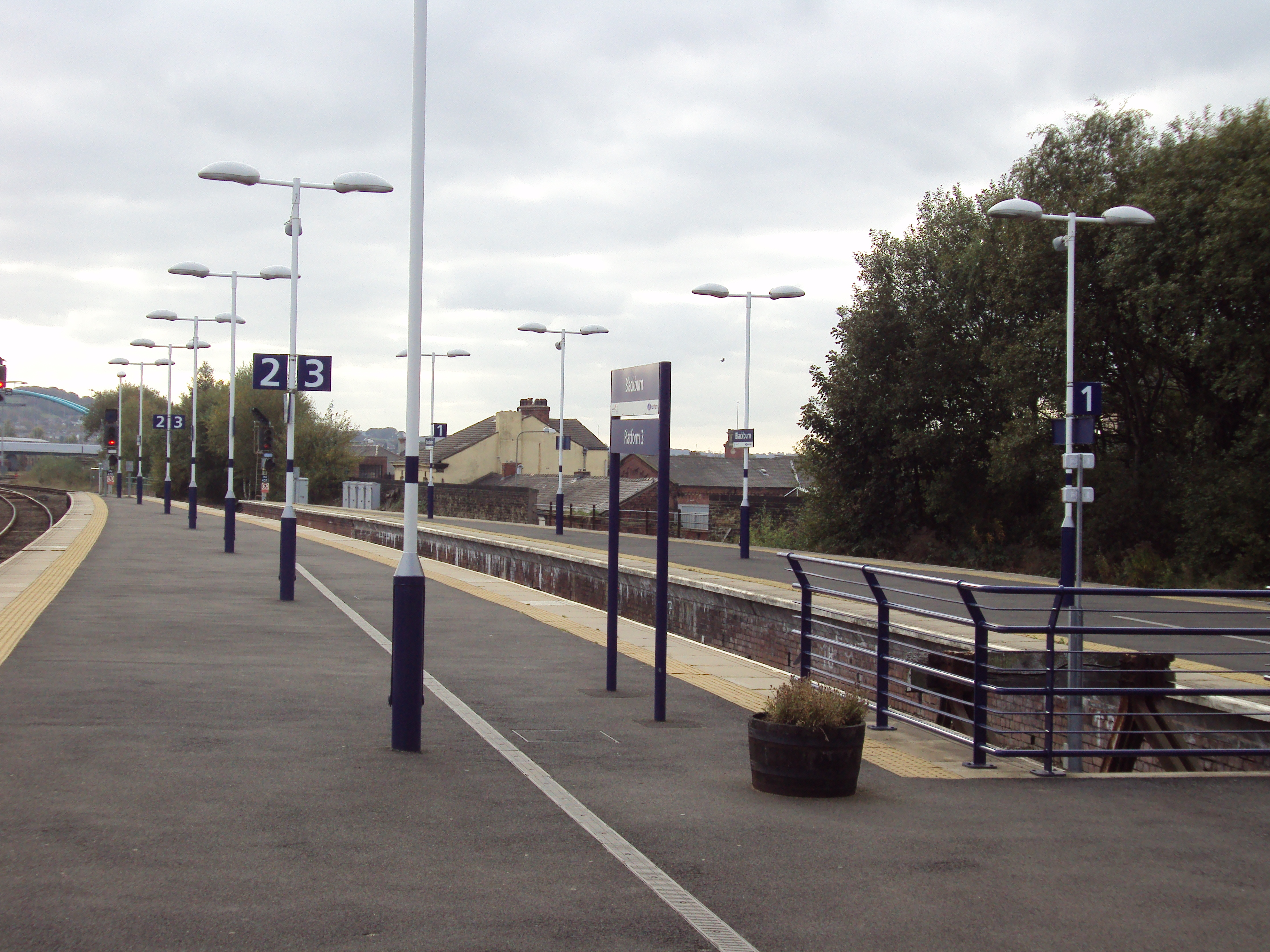
Peron z torami 1, 2 i 3